# Acacia ingrata
Acacia ingrata är en ärtväxtart som beskrevs av George Bentham. Acacia ingrata ingår i släktet akacior, och familjen ärtväxter. Inga underarter finns listade i Catalogue of Life.